# تیلری
تیلری (انگلیسی: Tilray) شرکت داروسازی کانادایی است، که در سال ۲۰۱۳ تأسیس شد.